# 정신적 피해
|                                                      |
| 불법행위법                                           |
| 영미법 시리즈                                        |
| 과실                                                 |
| 주의의무 · 주의기준                                  |
| 근인 · 사실추정의 원칙                               |
| 과실계산 · 가해자 완전책임                           |
| 과실의 정신적 가해행위                               |
| 구조원칙 · 구조의무                                  |
| 법률상 불법행위                                      |
| 제조물책임법 · 고위험 행위                           |
| 불법침입인 · 승낙출입자 · 고객                       |
| 유인적 위험물                                        |
| 재산관련 불법행위                                    |
| 불법침해 · 컨버전                                    |
| 압류동산회복소송 · 동산점유회복소송 · 횡령물회복소송 |
| 유해물                                               |
| 근린방해 · 라일랜즈 대 플레처 판결                   |
| 의도적 불법행위                                      |
| 폭행위협 · 폭행 · 불법감금                           |
| 정신적 피해                                          |
| 승낙 · 필요 · 자기방어                               |
| 명예관련 불법행위                                    |
| 명예훼손 · 사생활 침해                               |
| 신뢰훼손 · 절차악용                                  |
| 악의적 기소                                          |
| 경제적 불법행위                                      |
| 사기 · 불법적 간섭                                   |
| 음모 · 영업방해                                      |
| 의무, 변론, 구제방법                                 |
| 상대적 과실과 과실 기여                              |
| 명백한 회피 기회 원칙                                |
| 상급자책임 · 동의는 권리침해 성립을 조각             |
| 패륜적 계약에서 채권발생 없다                        |
| 손해배상 · 금지명령                                  |
| 영미법                                               |
| 미국의 계약법 · 미국의 재산법                        |
| 미국의 유언신탁법                                    |
| 미국의 형법 · 미국의 증거법                          |

정신적 피해(精神的 被害, emotional distress)는 영미법내 의도적 불법행위의 하나이다. 이는 가해자의 행위가 극단적이고 지독하여 타인에게 보통사람으로서는 참을 수 없는 혹독한 정신적 고통을 야기하는 것을 말한다. 과거에는 정신적 피해로 인한 손해배상을 청구하기 위해서 반드시 신체적 재산적 피해발생을 전제요건으로 하였으나 요즈음에는 그런 피해가 없더라도 정신적인 피해 자체로 손해배상을 허용하고 있다.

## 제3자에 대한 가해행위
피고가 원고가 아닌 제3자에게 정신적 피해를 주려는 행위를 하여 원고가 고통을 받았을 경우 다음 요건이 있어야 보상을 받을 수 있다. (1) 원고가 당시 장소에 존해야 한다; (2) 피고는 원고가 존재하는 것을 알고 있었다;

## 관련 판례
- Clark v. Associated Retail Credit Men, 105 F.2d 72, 70 US App. DC 183 (1939).

## 같이 보기
- 폭행
- 폭행위협
- 불법감금

## 참고 문헌
- 이상윤, 『영미법 - 개정판』, 박영사, 2000. (ISBN 8910451602).
- Black's Law Dictionary, 1486 (8th ed. 2004).